# Petr Klouček
Petr Klouček (ur. 27 stycznia 1957) – czeski kolarz przełajowy i szosowy reprezentujący Czechosłowację, brązowy medalista mistrzostw świata.

## Kariera
Największy sukces w karierze Petr Klouček osiągnął w 1983 roku, kiedy zdobył brązowy medal w kategorii amatorów podczas przełajowych mistrzostw świata w Birmingham. W zawodach tych wyprzedzili go jedynie jego rodak Radomír Šimůnek oraz Belg Werner Van Der Fraenen. Był to jednak jedyny medal wywalczony przez niego na międzynarodowej imprezie tej rangi. Był też między innymi czwarty na mistrzostwach świata w Monachium w 1985 roku, przegrywając walkę o podium z Bruno D'Arsié ze Szwajcarii. Kilkakrotnie zdobywał medale mistrzostw kraju, w tym dwa złote. Startował także na szosie, ale bez większych sukcesów. Nigdy nie wystąpił na igrzyskach olimpijskich. W 1987 roku zakończył karierę.
Jego młodszy brat, František oraz bratanek, František Junior również byli kolarzami.